# DRU Industriepark

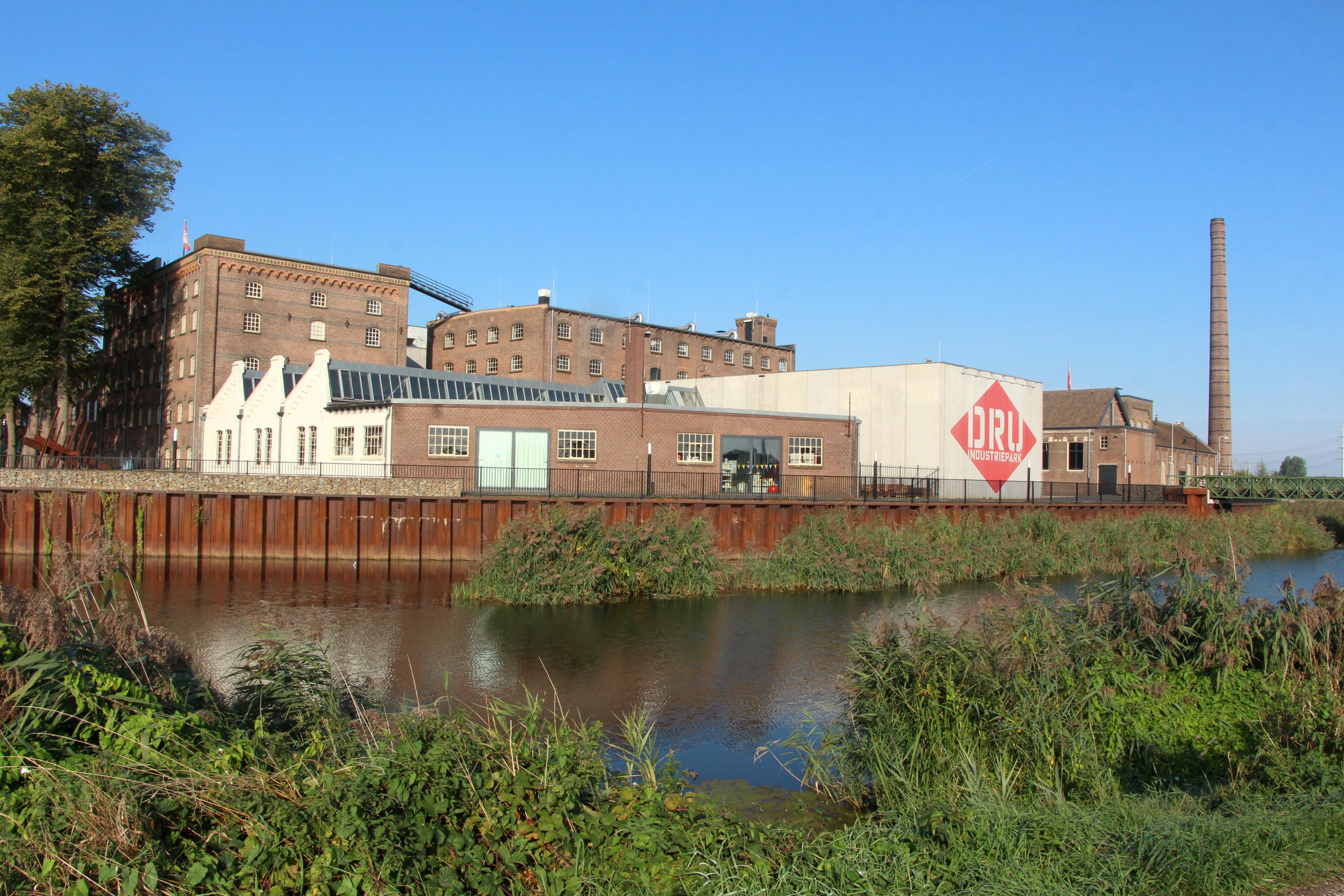
DRU Cultuurfabriek gezien van de andere kant van de Oude IJssel (2018)

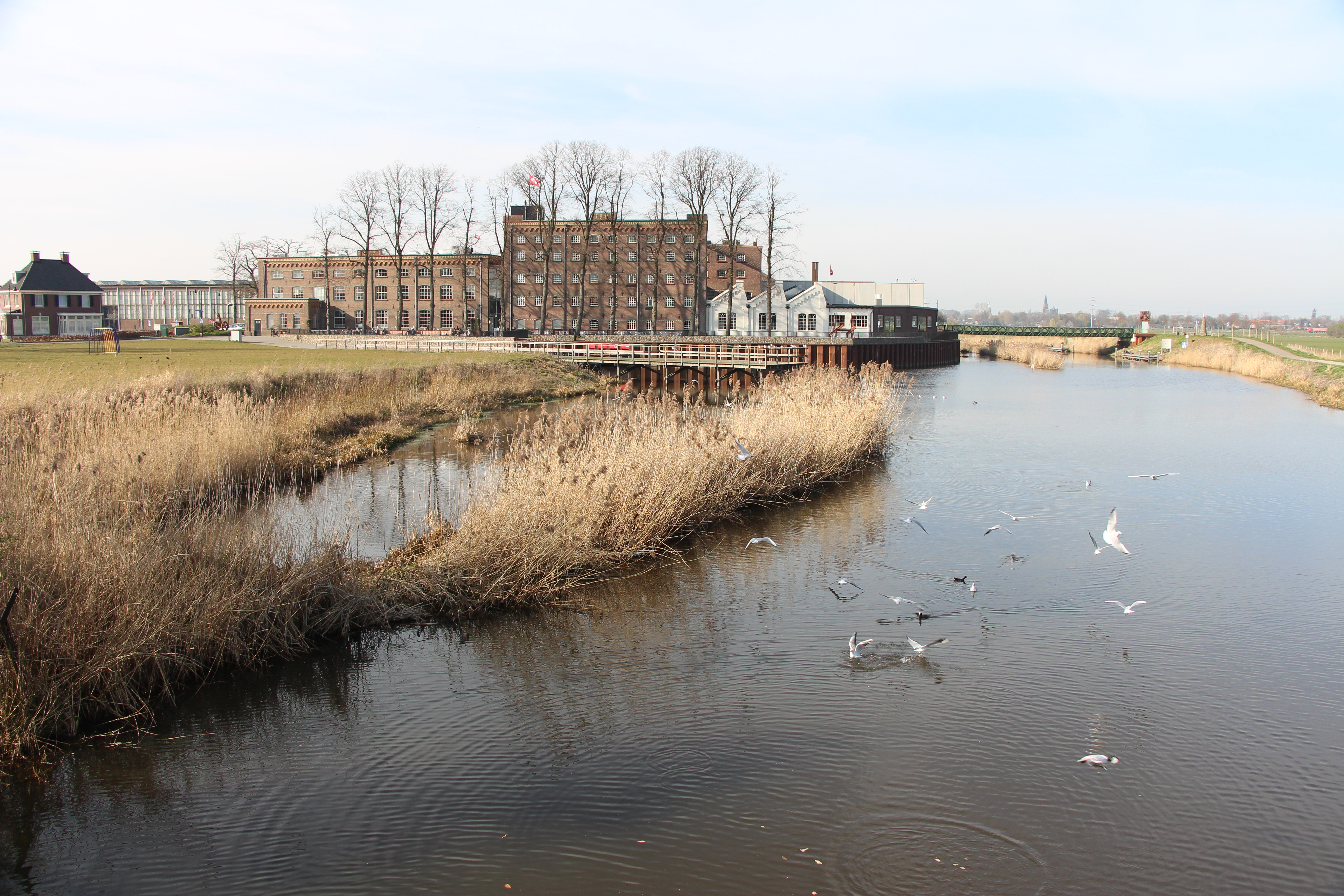
Gezicht vanuit het zuiden (2014)

De DRU Industriepark (tot eind 2010: Drufabriek; ook: Cultuurfabriek) is een Nederlands cultureel centrum in Ulft, gemeente Oude IJsselstreek (Gelderland). Het complex, gelegen in de wijk Ulft-Noord, de vroegere buurtschap Oer, is een herontwikkeld industriegebied waar vroeger de ijzergieterij DRU was gevestigd. (De DRU als bedrijf bestaat nog maar is niet verbonden aan de DRU Industriepark.) 
De uitdrukking Cultuurfabriek wordt nu nog gebruikt voor de inrichtingen in het voormalige portiersgebouw. Dit gebouw bevat onder meer een restaurant, een theater, een poppodium, een muziekschool en een bibliotheek. Ook de gemeenteraad van de gemeente Oude IJsselstreek vergadert in dit gebouw.  
Aan de overkant van de rivier Oude IJssel, op Silvolds grondgebied, vinden jaarlijks meerdere evenementen, waaronder Huntenpop en Hemelvaartfeesten, plaats en is er parkeergelegenheid bij grote bezoekersaantallen. 

## Geschiedenis
De ijzermolen die later de ‘Olde Hut’ zou worden genoemd werd in 1754 door de graaf van Bergh gesticht op de plaats waar zich al een watermolen bevond. Het was de tweede ijzergieterij op Nederlandse bodem. Het bedrijf werd in 1774 overgenomen door burgemeester Diepenbrock en apotheker Reigers waarna het de naam Diepenbrock en Reigers Ulft (DRU) kreeg. Villa Zeno is in de zeventiger jaren gesloopt. De aanwezige fabrieksschoorsteen is niet origineel. Deze is in 2013 afgebroken bij de voormalige Zuivelfabriek Concordia in Ede en overgebracht naar de DRU Cultuurfabriek.
In 2009 opende de Cultuurfabriek als cultureel centrum van de gemeente. Het gehele complex staat nu als DRU Industriepark bekend.